# Puig Pedró
El Puig Pedró és el nom que rep un jaciment arqueològic datat entre la cultura ibèrica tardana i romana republicana, que se situa a la zona geogràfica homònima, en el municipi de Vilanova d'Alcolea, a la comarca de la Plana Alta, a Castelló.
L'accés a la zona no està senyalitzat ni descrit en els inventaris de la Conselleria de Cultura ni en el Servei d'Investigacions Arqueològiques i Prehistòriques de la Diputació de Castelló. Es troba emplaçat en una zona elevada (a dos quilómetres a l'est del terme de Vilanova d'Alcolea) en la qual eren visibles, almenys a principis del segle xx, restes d'una zona d'habitatges envoltats d'un mur. No s'ha fet més que un reconeixement superficial de la zona i s'han extret algunes restes de fàcil accés (ceràmica vermella i grisa d'ornamentació ibèrica, monedes autònomes i un àmfora tot això datat de l'època íbera).
Es tracta dels vestigis d'assentament humà més antics de la zona. Més tard, de l'època romana ja es troben més, a causa del pas de la Via Augusta per la zona (seguint el traçat de l'actual carretera CV-10, i passant per diversos llocs d'interès del municipi com a deus, fonts i pous), i en crear-se l'estació romana d'Ildum, produint-se l'assentament definitiu del nucli de la població en aquesta zona.
El jaciment ha estat estudiat per Milagro Gil-Mascarell Boscà i apareixen dades sobre ell en la seva tesi doctoral (de l'any 1971) i en publicacions prèvies com a "Jaciments Ibèrics a la Regió Valenciana. Estudi del Poblament (Resum de la tesi doctoral)"; publicada per F. Domenech a València l'any 1969.